# 馬場昭治
馬場 昭治（ばば しょうじ、1968年（昭和43年）11月2日 - ）は、日本の政治家、実業家。熊本県天草市長（2期）。

## 来歴
熊本県本渡市（現・天草市）出身。本渡市立本渡南小学校に入学。本渡市立志柿小学校を卒業。本渡市立亀川中学校、熊本県立済々黌高等学校卒業。1992年（平成4年）3月、熊本大学教育学部卒業。同年、家庭教師派遣会社「トライグループ」に入社。
1995年（平成7年）、新進党（秘書を務めている間に自民党に入党）所属の矢上雅義衆議院議員の公設第一秘書となる。1999年（平成11年）、合資会社馬場商店に入社。2003年（平成15年）、同社代表社員に就任。
2020年（令和2年）6月、天草まちづくり株式会社を設立し、代表取締役に就任。
同年12月31日、天草市長の中村五木が急性心筋梗塞のため死去。天草市議会6会派のうち4会派は連名で、金子邦彦副市長に中村の死去に伴う市長選への出馬を要請。しかし、金子は「中村市長あっての副市長職だ」と述べ固辞した。2021年（令和3年）1月6日、旧河浦町長の池田裕之市議が辞職し、市長選出馬を表明。その後、馬場も出馬表明した。同年2月21日に行われた市長選挙に市議会の4会派の議員の支援を受けて立候補。市議会の天政会系市議6人の支援を受けた池田を破り、初当選した。
※当日有権者数：67,008人 最終投票率：65.54%（前回比：pts）
| 候補者名 | 年齢 | 所属党派 | 新旧別 | 得票数   | 得票率 | 推薦・支持 |
| -------- | ---- | -------- | ------ | -------- | ------ | ---------- |
| 馬場昭治 | 52   | 無所属   | 新     | 29,101票 | 66.97% |            |
| 池田裕之 | 69   | 無所属   | 新     | 14,352票 | 33.03% |            |

2025年（令和7年）2月2日に市長選が告示されたが、現職の馬場以外に立候補の届け出がなく、無投票での再選が決まった。